# Eminem
Marshall Bruce Mathers III (* 17. října 1972, Saint Joseph, Missouri, Spojené státy americké), spíše známý jako Eminem, je americký rapper, hudební producent, herec a zakladatel nahrávací společnosti Shady Records. Byl členem detroitské skupiny D12 a spolu s Royce da 5'9" tvoří rapové duo Bad Meets Evil. Jeho hudební kariéra mu vynesla patnáct prestižních hudebních cen Grammy a v roce 2002 i cenu Akademie za nejlepší píseň, a to „Lose Yourself“ z jeho filmu 8. míle. Jeho nejúspěšnějšími alby jsou: The Marshall Mathers LP (2000) a The Eminem Show (2002), kterých se dohromady prodalo okolo 40 milionů kusů celosvětově a získal obě ocenění diamantová deska od společnosti RIAA. Mezi jeho nejznámější písně patří: „The Real Slim Shady“, „Till I Collapse“, „Mockingbird“, „Rap God“, „Lose Yourself“, „Without Me“, „Not Afraid“, „Godzilla“, „My Band“, „My Name Is” a „Stan“, díky které bylo do Oxford English Dictionary v roce 2017 přidáno slovo "stan" odvozené právě od této písně. V roce 2009 byl společností Billboard vyhlášen nejlepším umělcem dekády. V roce 2013 získal ocenění „Umělec roku“ při historicky prvním ročníku Youtube Music Awards. Při udělování cen MTV EMA pak získal i cenu pro nejlepšího Hip-Hopového umělce a cenu Global Icon. Eminem je nejúspěšnější rapper co do počtu prodaných alb. V březnu 2022 se stal interpretem s nejvíce certifikacemi od RIAA. Ty zahrnovaly šest diamantových certifikací a celou řadu multiplatinových či zlatých. Dohromady RIAA Eminemovi udělila certifikace za 227,5 milionu prodaných kusů.

## Život

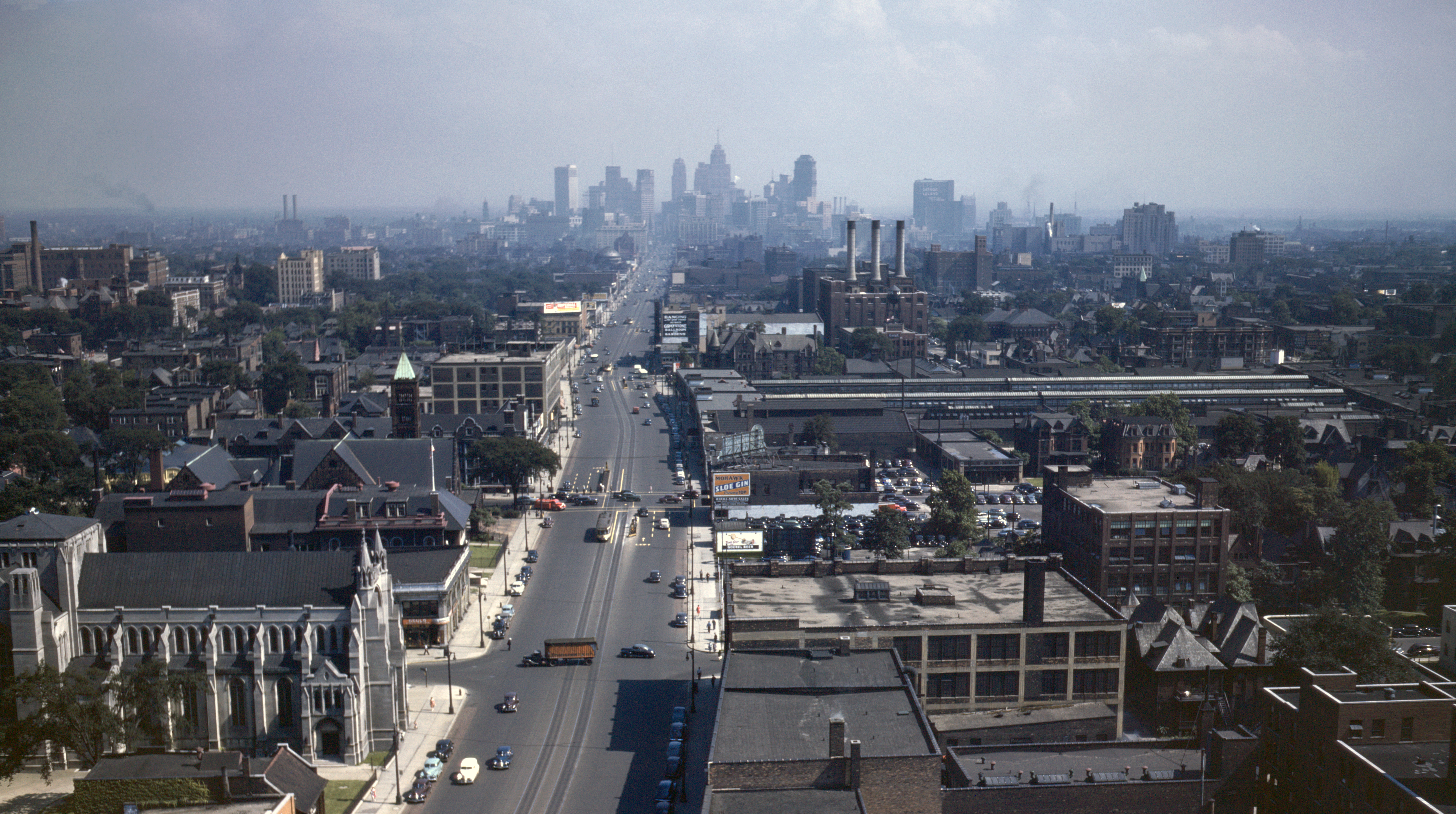
Detroit – město, kde Mathers vyrostl

Mathers se narodil v Saint Joseph ve státě Missouri v USA. Porod trval 73 hodin a jeho matka Debbie Mathers-Briggs při něm málem zemřela. Eminemův otec Marshall Mathers Junior opustil jeho matku, když Eminemovi bylo 15 měsíců. Většinu dětství strávil stěhováním tam a zpět mezi Saint Joseph a okolím Detroitu v Michiganu. Z toho důvodu často střídal školy a měl tak problémy s hledáním přátel. Stával se také obětí šikany, jak ostatně popisuje v písni „Brain Damage“.
Hlavním důvodem stěhování jeho rodiny byla chudoba, a tak často žili v ubytovnách, přívěsech nebo u příbuzných. V této době užívala Debbie léky na předpis (Vicodin a Valium) a Eminem později v písních a rozhovorech uvedl, že byla na těchto lécích závislá. Za to ho později zažalovala o deset milionů dolarů, z nich ale nakonec dostala pouhých 25 000.
Když bylo Eminemovi 17 let, seznámil se na střední škole se svým budoucím nejlepším přítelem, Proofem, a také s Kimberly Ann Scott, svojí budoucí ženou. Když v roce 1995 otěhotněla, byla to pro Eminema motivace získat nahrávací smlouvu, aby mohl zaopatřit svoji rodinu. Dne 25. prosince 1995 se jim narodila dcera Hailie Jade. Roku 1996 pak Eminem vydal svoje první nezávislé album Infinite, to ale nezaznamenalo větší úspěch (prodalo se jen 1000 kopií) a Kim ukončila jejich vztah. Eminem se následně pokusil o sebevraždu předávkováním prášky. V roce 1999 se mu povedlo získat zpátky jak Kim, se kterou se vzali 14. června 1999, tak slávu po vydání alba The Slim Shady LP.
4. června 2000 se Eminem dostal do potíží, když nenabitou zbraní ohrožoval muže, který líbal jeho ženu. Byl odsouzen ke dvěma rokům podmíněně. V době soudu se Kim pokusila o sebevraždu podřezáním žil. Eminem se chtěl dát rozvést, ale Kim přivedla celou věc před soud, kde požadovala odebrání dcery Hailie a deset milionů dolarů odškodného. Pár se nakonec dohodl mimosoudně a dali se znovu dohromady. To jim ale dlouho nevydrželo a na podzim roku 2001 se rozvedli s tím, že se o dceru budou starat střídavě. V letech 2003 a 2004 se Kim dostala do problémů s drogami a byla odsouzena na dva roky podmíněně.
Eminem s Kim se znovu vzali 14. ledna 2006 v Michiganu, nicméně už na počátku dubna se na veřejnost dostala zpráva, že se pár opět rozvedl. Eminem se v současné době stará jak o dceru Hailie, tak o její sestřenici Alainu, kterou adoptoval.
Téhož roku, 11. dubna, byl také smrtelně postřelen Proof v detroitském klubu na ulici 8 Mile Road. To v rapperovi zanechalo těžko vyléčitelné šrámy a donutilo ho na dlouhou dobu stáhnout se do sebe. V té době začal mnohem víc užívat alkohol a drogy, hlavně prášky na spaní, a stal se na nich závislý. Nakonec se začal léčit, a v roce 2009 přišel s novým albem, na kterém slibuje Proofovi, že už je čistý, a v mnoha písních popisuje ono těžké období před vydáním.

## Kariéra
O rap se zajímal už jako teenager a vystupovat začal už ve čtrnácti letech, později se skupinou Soul Intent. V roce 1996 vydal svoje první nezávislé album Infinite, následované albem Slim Shady EP v roce 1997. Hip hopová scéna si ho oblíbila pro jeho ojedinělý, komiksový styl.
Říká se, že Dr. Dre našel Eminemovo demo na zemi v garáži Jimmyho Iovinea, hudebního ředitele vydavatelství Interscope. Tohle demo sice Dr. Dre nepřesvědčilo, ale když Eminem získal druhé místo na Rap Olympics (rapová olympiáda) v roce 1997, Dr. Dre souhlasil se smlouvou. Když se Eminem poprvé potkal s Drem, měl na sobě zářivě žluté tričko, protože v té době neměl peníze na decentnější oblečení, Dr. Dre si řekl, že vypadal jako banán.

### Infinite(1996)
Infinite je Eminemovo první studiové album, vydané pod Web Entertainment 12. listopadu 1996. Už v této době se projevil Eminemův talent v oblasti rapu.

### The Slim Shady LP(1999)
Pod křídly vydavatelství Interscope vydal Eminem další album, The Slim Shady LP, které se stalo jednou z nejpopulárnějších nahrávek roku a bylo třikrát platinové. S popularitou alba ale přišel také rozruch kolem jeho kontroverzních textů. Ve skladbě „97 Bonnie and Clyde“ popisuje Eminem výlet se svou dcerkou, při kterém se zbaví těla své ženy, jejího milence a jeho syna. Skladba „Guilty Conscience“ zase končí pasáží, kde Eminem a Dr. Dre nutí muže zabít svou ženu a jejího milence. „Rock Bottom“ je skladba, kterou Eminem napsal, když byl vyhozen z práce den před narozeninami své dcery a ve které popisuje, jaké to je být na úplném dně, jak psychickém, tak finančním. Fyzické dno popisuje zase skladba „Brain Damage“, ve které Eminem vypráví o klukovi, který ho jako malého zbil tak brutálně, že malý Mathers byl několik dní v kómatu.
Celkem se v USA prodalo 5,437 milionů kusů alba.

### The Marshall Mathers LP(2000)
Album The Marshall Mathers LP bylo vydáno v květnu 2000 a rychle se ho prodalo přes 2 miliony kopií. Singl z tohoto alba, „The Real Slim Shady“, vyvolal rozruch tím, jak si Eminem dělal legraci z různých celebrit (Christina Aguilera, Will Smith, Britney Spears a další) a pomlouval je, ale později se vyjádřil, že jména doplňoval náhodně, jak se mu to v písničce rýmovalo a nikoho neměl v úmyslu urazit. V jiném singlu jménem „Stan“, vypráví Eminem příběh o jeho fanouškovi, který je jím tak posedlý, že nakonec kvůli tomu, že mu Eminem neodpověděl včas na dopis, zabije sebe i svou těhotnou přítelkyni, podle vzoru jedné z písní na The Slim Shady LP.
V prvním týdnu prodeje se v USA prodalo 1,7 milionů kusů alba, tím se album stalo nejrychleji se prodávaným hip-hopovým albem v historii. Nejúspěšnějším singlem se stala píseň „The Real Slim Shady“. V roce 2011 album přesáhlo hranici deseti milionů prodaných kusů v USA, čímž získalo certifikaci diamantová deska od společnosti RIAA. Celkem se v USA prodalo 10,818 milionů kusů. Celosvětově se alba prodalo přes 19 milionů kusů.

### The Eminem Show(2002)
O dva roky později vyšlo album The Eminem Show, jež mu přineslo další cenu Grammy. Hlavním tématem alba je jeho vztah k dceři Hailie, která s ním „rapovala“ v písni My Dad’s Gone Crazy.
Album bylo vydáno o den dříve, než bylo plánováno, v tento jediný den se prodalo 280 000 kusů alba, v následném týdnu se prodalo 1,3 milionů kusů.
Nejúspěšnějším singlem se stala píseň „Without Me“ a „Cleanin' Out My Closet“, kde Eminem přeje své matce, aby shořela v pekle. V roce 2011 album přesáhlo hranici deseti milionů prodaných kusů v USA, čímž také získalo certifikaci diamantová deska od společnosti RIAA. Celkem se v USA prodalo 10,332 milionu kůsů. Celosvětově se prodalo na 19 milionů kusů alba.

### Encore(2004)
Roku 2004 vydal Eminem album Encore. Mimo singlu „Just Lose It“, ve kterém si utahuje z dalších celebrit, se do povědomí lidí dostaly i „Mosh“ a „Like Toy Soldiers“. Písnička „Mosh“ měla sloužit jako předvolební lobbing, nabádající mladé, aby volili proti prezidentu Georgovi W. Bushovi. Ve videoklipu „Like Toy Soldiers“ si jeho přítel Proof zahrál roli, ve které ho měli postřelit muži z jakési frakce stojící proti Eminemovi. Ačkoli byl videoklip výplodem fikce, Proof ani ne dva roky po vydání skutečně utrpěl smrtelná zranění. Singl „Mockingbird“ popisuje vztah se svojí rodinou a hlavně ke své dceři Hailie. Toto album nedostalo ani jednu cenu Grammy, bohužel se mu to nepovedlo po čtvrté za sebou proměnit Grammy „Nejlepší rapové album“, tuto cenu vyhrál rapper Kanye West.

### Curtain Calla tříletá pauza (2005–2008)
Na začátku roku 2005 se objevily spekulace o tom, že po pěti letech hodlá Eminem ukončit svou kariéru. Nasvědčovala tomu informace o albu The Funeral, které by mělo být vydáno na konci roku 2005 a mezi největšími hity by se měly objevit také některé nové skladby, ve kterých se Eminem rozloučí se svými 3 osobnostmi, za které v minulosti rapoval (Eminem, Slim Shady, Marshall Mathers).
V červnu 2005 se v mediích objevily informace od zdrojů z rapperova okolí, podle kterých se Eminem skutečně chystá skončit s kariérou a dál se věnovat pouze produkování nahrávek a řízení své společnosti. Album Encore by tak bylo jeho poslední. Mohl by se věnovat více své dceři a neteři, případně by mohl pokračovat v započaté herecké kariéře. Eminem sám k tomu prostřednictvím MTV News prohlásil, že odejít nehodlá, ale možná si dá na chvíli přestávku, aby se mohl věnovat produkování.
Nicméně v srpnu 2005 po skončení jeho amerického turné Anger Management Tour Eminem zrušil vyprodané koncerty následného evropského turné kvůli vyčerpání a zdravotním problémům. Také nastoupil léčbu pro odvykání závislosti na prášcích na spaní.
Eminem pak skutečně na začátku prosince 2005 vydal album Curtain Call s jeho největšími hity a třemi novými písněmi, což by mohlo naznačovat závěrečné bilancování a konec kariéry. V písni „When I'm Gone“ se Eminem věnuje vztahu se svou dcerou, zmiňuje také problém s prášky na spaní. Věty na konci písně I turn around, find a gun on the ground / Cock it, put it to my brain / Scream „Die Shady“ and pop it  (Otočím se, zvednu ze země pistoli / Natáhnu ji, dám si ji k hlavě / Zařvu „Chcípni, Shady“ a vystřelím) naznačuje, že se Eminem jako Slim Shady už nevrátí.
V den vydání alba Curtain Call, 6. prosince 2005, Eminem popřel, že by v branži končil, ale opět potvrdil informaci o přestávce:

„Můj život je teď v bodě, kdy nevím, kam se má kariéra ubírá… Proto jsme album nazvali Curtain Call, protože může být poslední. Prostě to nevíme.“

Eminem se na podzim 2006 podílel na singlu Smack That zpěváka Akona, který prohlásil, že Eminem nekončí a chystá nové album. To by se mělo objevit na konci roku 2007. V prosinci 2006 vydal Eminem album The Re-Up – kompilaci, která sloužila hlavně pro uvedení nových rapperů v Shady Records (Stat Quo, Ca$his a Bobby Creekwater). Dále se věnoval produkci i pro jiné umělce.
Výběru Curtain Call se k roku 2013 v USA prodalo 3,782 milionů kusů. V roce 2021 již výběr hitů držel 7x platinovou certifikaci (za sedm milionů prodaných kusů včetně streamů). Současně se v březnu 2021 stalo prvním hip-hopovým albem, které se v žebříčku Billboard 200 udrželo celou dekádu (520 týdnů), tím se také stalo šestým nejdéle se držícím albem v žebříčku v historii.
V roce 2006 v jednom rozhovoru Eminem uvedl, že chystá vydat album The Funeral, kde zabije všechna svá ega (Eminem, Slim Shady, Marshall Mathers) a vytvoří něco úplně nového. Dále se o tomto albu už nikdy nezmínil.
V tento čas, konkrétně nejspíše v roce 2007, mělo vyjít poslední Eminemovo studiové album King Mathers. Z tohoto alba uniklo pár písniček a později byly zveřejněny na EP Straight from the Vault z roku 2011. Byly to písně jako The Apple, Syllables feat. Dr.Dre, 50 Cent, Jay-Z, Cashis, Stat Quo, Ballin' Uncontrollably, Difficult feat. Obie Trice a It's Been Real, které bylo plánované jako úplně poslední rozloučení s rapem. V písni děkuje všem, kteří s ním spolupracovali. King Mathers nakonec nevyšlo a Eminem pokračoval dále v rapu.

### Relapse(2009)

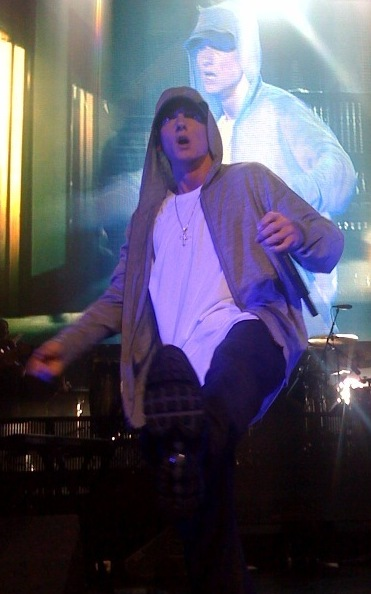
Eminemův koncert na oslavě DJ Hero roku 2009.

Všechny diskuze o jeho odchodu do rapového důchodu však Eminem ukončil vydáním nového alba Relapse v roce 2009. V mnoha skladbách zde vysvětluje svou dlouhou absenci, popisuje svoje závislosti na drogách i alkoholu a mimo jiné i to, jak to ovlivňovalo život jeho rodiny. Na tomto albu také opět oživil svoje alter-ego Slim Shady. Album prakticky celé produkoval Dr. Dre, až na singl „Beautiful“, který si Eminem produkoval sám. Jediní rappeři doprovázející Eminema na albu jsou Dr. Dre a 50 Cent.
Zvlášť v roce 2008 pracoval na nových skladbách pro toto album velmi usilovně, a vzniklo tak víc skladeb, než by se vešlo na jedno album. Eminem tak ohlásil vydání jeho druhé části na podzim 2009. Na konci roku ale oznámil odložení tohoto termínu až na rok 2010. Místo toho vydal 21.12.2009 kratší album Relapse: Refill. Eminem k tomu řekl:

„Chci v tomhle roce dát fanouškům více materiálu tak jak jsem původně plánoval…doufám, že skladby na Refill fanoušky trochu uklidní, než vydáme v příštím roce Relapse 2. Vrátil jsem se do studia a společně s Dr. Dre a dalšími producenty jsme se vydali úplně jiným směrem, a tak jsem musel začít od začátku. Nové skladby začaly znít výrazně jinak, než to co jsem původně chtěl mít na Relapse 2, ale zároveň jsem chtěl aby lidé slyšeli i ty původní skladby.“

14. dubna 2010 Eminem potvrdil, že se nové album nebude jmenovat Relapse 2, ale Recovery. Řekl k tomu:

Původně jsem plánoval vydání 'Relapse 2' na minulý rok. Ale jak jsem nahrával a pracoval s novými producenty, představa pokračování 'Relapse' mi začala dávat menší a menší smysl, a chtěl jsem úplně nové album. Hudba na 'Recovery' je výrazně odlišná od 'Relapse' a myslím, že si zaslouží vlastní název."

Na albu Recovery a EP Hell: The Sequel pak i sám označil Relapse za nepovedené album, např. v singlu „Not Afraid“.

Let's be honest, that last Relapse CD was “ehhh” Perhaps I ran them accents into the ground
(Upřímně, to poslední CD Relapse bylo „ehhh“ Možná jsem to s těmi přízvuky přehnal)

Z nevydaného alba Relapse 2 vyšlo na povrch pár písní jako Oh No, Nut Nut (Snippet) a třeba Detroit Basketball. Eminem poté v rozhovorech potvrdil, že žádné písně z Relapse: Refill nebyly původně plánovány na Relapse 2.
50 Cent v rozhovoru řekl, že Relapse 2 nebylo vydáno z důvodu kritiky prvního alba Relapse. Na Relapse 2 se měli objevit umělci jako 50 Cent, Lloyd Banks a D12. Paul Rosenberg na Twitteru zveřejnil i malou část písně Blood Red, která se měla nejspíše objevit na Relapse 2.

### Recovery(2010)
Nakonec bylo jeho sedmé studiové album nazváno Recovery. V USA bylo vydáno 21. června 2010. Debutovalo na první příčce žebříčku Billboard 200 s 741 000 prodanými kusy v první týden prodeje v USA. Již druhý týden po vydání se stalo platinovým. Na první místa žebříčků album dosáhlo i v dalších zemích. Celkem se v USA prodalo 4,513 milionů kusů. Celosvětově pak přes deset milionů kusů. Dopomohly tomu i „number-one“ hity „Not Afraid“ a „Love the Way You Lie“ (ft. Rihanna).

### Bad Meets Evil – Hell: The Sequel(2011)
Roku 2011 obnovil duo Bad Meets Evil, které s ním tvoří rapper Royce da 5´9´´. V červnu spolu vydali EP nazvané Hell: The Sequel. To se umístilo na první příčce žebříčku Billboard 200 se 171 000 prodanými kusy v první týden prodeje v USA. Zatím se celkově EP v USA prodalo 693 000 kusů. Úspěšnými singly z EP jsou písně „Fast Lane“ a „Lighters“ (ft. Bruno Mars).

### The Marshall Mathers LP 2(2013)
V srpnu 2013 oznámil datum vydání svého osmého studiového alba s názvem The Marshall Mathers LP 2, kterým má být 5. listopad 2013. Na albu s ním spolupracují Dr. Dre a Rick Rubin. Prvním singlem byla rap-rocková píseň „Berzerk“, ta se umístila na 3. příčce žebříčku Billboard Hot 100 (v USA se ji v první týden prodeje prodalo 360 000 kusů). Úspěšná byla i v Kanadě, kde debutovala na druhé příčce. Druhým singlem byla píseň „Survival“, která se umístila na 16. příčce v US žebříčku. Třetím singlem poté píseň „Rap God“, která debutovala na 7. příčce. Čtvrtým singlem z alba se stala píseň „The Monster“, společně s Rihannou, která se vyšplhala na 1. příčku a v USA se jí prodalo přes tři miliony kusů, tím se stala 3× platinovým.
V první týden prodeje v USA se prodalo 793 000 kusů a album tím debutovalo na první příčce v žebříčku Billboard 200. Ve druhý týden se prodalo dalších 210 000 kusů, a tím prodej překročil hranici milionu kusů. Ke konci září 2014 bylo v USA prodáno již 2 203 000 kusů.
Eminem k tomuto albu řekl : „Právě teď, pracuju asi nejpoctivěji, nejtvrději, jak jsem za celý svůj život pracoval. Nikdy bych to nepojmenoval Marshall Mathers LP2 jen tak bez smyslu. Musel jsem si být jistý, že mám ty správné nahrávky, abych to mohl takhle pojmenovat. Až si to poslechnete, budete mi rozumět. Cítím, že tohle potřebuju k tomu, abych domaloval celý příběh.“
I přes toto prohlášení které jak se mohlo zdát ohlašovalo že toto album je poslední Eminem v rozhovoru pro Rap City uvedl: „Chci rapovat do doby, kdy to ještě bude zábavné,“ řekl. „Až zahodím mikrofon, je to proto, že cítím, že chci dělat něco jiného v hudbě. Třeba produkce, cokoli … Pořád se chci podílet na projektech.“

### Shady XVaSouthpaw OST(2014–2016)
V srpnu 2014 vydal singl „Guts Over Fear“ (ft. Sia). Píseň se poprvé objevila v traileru k filmu Equalizer. Brzy poté začaly kolovat zprávy o novém albu s názvem Shady XV. Jedná se však o kompilační dvojalbum labelu Shady Records, které je složeno z jednoho CD starších hitů a jednoho CD s novým materiálem členů labelu. Na albu se tak podílí nejenom Eminem, ale také rapper Yelawolf a skupiny D12 a Slaughterhouse. Kompilační dvojalbum bylo vydáno 24. listopadu 2014. Do ledna 2015 bylo prodáno 231 000 kusů.
Na 57. předávání hudebních cen Grammy, konaném v únoru 2015, vyhrál dvě ceny, a to za nejlepší rapové album (The Marshall Mathers LP 2) a za nejlepší rap / zpěv spolupráci (píseň „The Monster“, s Rihannou).
V roce 2015 byl výkonným producentem soundtracku k filmu Bojovník (Southpaw). Jako producent se podílel na čtyřech skladbách a jako rapper také na čtyřech. Jeho písně „Phenomenal“ a „Kings Never Die“ (ft. Gwen Stefani) byly vybrány za singly. První se umístila na 47. příčce a druhá na 80. příčce žebříčku Billboard Hot 100. Další dvě písně nahrál v duu Bad Meets Evil, šlo o písně „Raw“ a „All I Think About“.
V září roku 2016 se podílel na skladbě „Kill For You“ zpěvačky Skylar Grey, produkoval i její skladbu „Come Up For Air“.

### RevivalaKamikaze(2017–2018)
Eminem dne 19. října 2016, dva týdny před volbami prezidenta USA, vydal novou, téměř osmiminutovou píseň s názvem „Campaign Speech“, ve které kritizoval kandidáta Donalda Trumpa, který byl později zvolen prezidentem. Současně při vydání písně oznámil, že pracuje na novém albu. V únoru 2017 hostoval na písni rappera Big Seana „No Favors“, kde opět kritizoval a urážel Donalda Trumpa, tehdy již v roli prezidenta. Ve své sloce také rapoval o znásilnění republikánské politické komentátorky Anny Coulterové s pomocí různých podivných předmětů. V říjnu 2017 vystupoval ve skupinovém freestylovém vstupu na předávání cen televizní hudební stanice BET. Ve freestylu opět kritizoval prezidenta Trumpa.
Od října se začaly objevovat zprávy o blížícím se vydání nového Eminemova alba. Dne 10. listopadu 2017 byl vydán první singl „Walk on Water“ (ft. Beyoncé). Píseň debutovala na 14. příčce žebříčku Billboard Hot 100. Píseň opět produkovali Rick Rubin a Skylar Grey. Eminem se singlem poprvé vystoupil na MTV Europe Music Awards 2017, kde Beyoncé zastoupila právě Skylar Grey. O týden později s písní vystoupil v pořadu Saturday Night Live. Dr. Dre na konci listopadu potvrdil prosincový termín vydání alba. Na začátku prosince Eminem vydal propagační singl „Untouchable“ (86. příčka). Jeho deváté studiové album Revival uniklo na internet dva dny před řádným datem vydání, kterým byl 15. prosinec 2017. Album debutovalo na 1. příčce žebříčku Billboard 200 (se 267 000 ks prodanými během prvního týdne po započítání streamů), jako již Eminemovo osmé v řadě, čímž se stal prvním hudebním umělcem, který toho dosáhl. Album se setkalo s průměrným přijetím u hudebních kritiků. Na serveru Metacritic, který agreguje recenze, obdrželo 50 bodů ze 100. Skóre je založeno na 24 profesionálních recenzích. V prosinci vydal druhý oficiální singl, píseň „River“ (ft. Ed Sheeran). Píseň se umístila na 11. příčce v US žebříčku a například na 1. příčce ve Spojeném království. Další dvě písně vydané jako singly „Nowhere Fast“ a „Remind Me“ v USA nezabodovaly.
V lednu 2018 vydal remix písně „Chloraseptic“ z alba Revival, který nově obsahoval sloky od 2 Chainze a Phreshera. Na písni Eminem zesměšňoval kritiky svého posledního alba. Eminem později zveřejnil fotografii, na které byl ve studiu s producenty Dr. Drem a Mike Will Made It. V srpnu 2018 na sociálních sítích uveřejnil teaser nové písně s popiskem Venom. O den později na streamovacích službách vydal, bez předchozí propagace, své desáté studiové album Kamikaze. Výkonným producentem alba byl Dr. Dre. Na produkci písní se vedle Eminema podílel třemi písněmi také trapový hitmaker Mike Will Made It, a to i přesto, že Eminem v textech kritizuje současný zvuk a témata trapu. Album obsahuje píseň „Venom“, která pochází ze soundtracku k tehdy nadcházejícímu filmu Venom. Album debutovalo na 1. příčce žebříčku Billboard 200 se 434 000 prodanými kusy během prvního týdne prodeje (252 000 ks v běžném prodeji + 225 milionů streamů). Kamikaze tak bylo již Eminemovým devátým albem za sebou, které se umístilo na nejvyšší příčce amerického žebříčku. Všech jedenáct písní z alba se objevilo v žebříčku Billboard Hot 100, nejlépe se umístily písně „Lucky You“ (6. příčka) a „The Ringer“ (8. příčka). Eminem tak byl historicky pátým umělcem, jehož dvě písně současně debutovaly v Top 10 písních amerického žebříčku. Do konce roku 2018 se alba prodalo celkem 916 000 ks.
Album Kamikaze obsahovalo několik disstracků na jiné, zejména mladé rappery. Například píseň „The Ringer“ byla kritikou rapperů Lil Pumpa, Lil Xana nebo Lil Yachtyho. Kritice se nevyhnuli ani rappeři Drake, Chance the Rapper, Tyler, the Creator a Earl Sweatshirt, které Eminem zmiňoval ve své písni „Fall“. Největší reakci ale vyvolal spor s rapperem Machine Gun Kellym, kterého Eminem dissoval v písni „Not Alike“. Machine Gun Kelly nahrál na Eminema disstrack s názvem „Rap Devil“, který využívá Eminemův beat z písně „Rap God“. Brzy poté Eminem odpověděl disstrackem „Killshot“, který zaznamenal rekord na YouTube, kde se s 38 miliony zhlédnutími stal nejvíce sledovaným hip-hopovým videem během prvního dne po zveřejnění (i když se jedná jen o audio). Píseň debutovala na 3. příčce žebříčku Billboard Hot 100.

### Music to Be Murdered By(2019–2020)
V únoru 2019 vyšla speciální edice alba The Slim Shady LP, která oslavovala dvacet let od původního vydání. V prosinci 2019 oživil svůj hudební spor s Nickem Cannonem, když ho urážel na písni “Lord Above”. Nick Cannon mu odpověděl ve třech písních “The Invitation”, “Pray For Him” a “Canceled: The Invitation”.
V polovině ledna vyšlo bez předchozí propagace jeho jedenácté studiové album Music to Be Murdered By. Obal alba je inspirován přebalem alba Alfred Hitchcock presents Music to Be Murdered By z roku 1958, jehož autorem byl skladatel filmové hudby Jeff Alexander. Výkonným producentem alba byl Dr. Dre. Beaty vytvořil sám Eminem ve spolupráci s dalšími hudebními producenty. Spolu s albem byl zveřejněn videoklip k písni „Darkness“. Singl „Darkness“ debutoval na 28. příčce žebříčku Billboard Hot 100. Výborně se umístil také druhý singl „Godzilla“ (ft. Juice Wrld) (3. příčka). Po vydání se v žebříčku Billboard Hot 100 umístilo dalších 10 písní, nejlépe: „Those Kinda Nights“ (ft. Ed Sheeran) (31. příčka) a „Unaccommodating“ (ft. Young M.A) (36. příčka). Album debutovalo na 1. příčce žebříčku Billboard 200 s 279 000 prodanými kusy během prvního týdne prodeje v USA (po započítání streamů). Pro Eminema to bylo desáté po sobě jdoucí album, které dosáhlo 1. příčky. Stal se tak historicky prvním hudebníkem, který toho dosáhl. Současně je šestým hudebníkem (a druhým rapperem) v historii, který zaznamenal deset a více alb na prvním místě žebříčku, čímž vyrovnal úspěch Elvise Presleyho (10).
V polovině prosince 2020 vyšla deluxe verze alba pojmenovaná Music to Be Murdered By: Side B s 16 novými písněmi.

### The Death of Slim Shady(2024)
V roce 2024 ohlásil návrat se svým již dvanáctým sólovým albem, které by mělo nést název The Death of Slim Shady (Coup de Grâce). Na konci května 2024 vyšel první singl z alba „Houdini“. A 2. července 2024 vydal druhý singl s názvem „Tobey“ a následně 12. července vydal svoje zmiňované album. V září 2024 se Eminem objevil v albu The Force od rappera LL Cool J v písni „Murdergram Deux“, a na konci roku v prosinci se objevil také na společném albu Missionary od Snoop Dogga a Dr. Dreho na tracku s název „Gunz n Smoke“ společně i s rapperem 50 Cent.
Později jeho album The Death of Slim Shady (Coup de Grâce) bylo nominováno od Cenou Grammy za nejlepší rapové album, ale výhry se nedočkalo.

### Současnost (2025)
4. července 2025, Eminem se objevil na singlu „Animals (pt. I)“ od rappera JID. 15. července 2025 oznámil svůj dokumentární film Stans, který vyjde 7. srpna téhož roku.

## Kontroverze
S enormní popularitou Eminemova čtvrtého alba se kontroverze okolo jeho osoby ještě rozrostla, hlavně poté, co bylo album nominováno na Grammy za Album roku. I když Mathers vždy prohlašoval, že se jeho texty nemají brát příliš vážně a že proti homosexuálům a ženám nic nemá, sdružení homosexuálů kvůli němu bojkotovalo předávání cen Grammy. Mathers na to zareagoval vystoupením s homosexuálem Eltonem Johnem, kdy spolu zpívali skladbu „Stan“ a na konci se objali, aby tak ukázal, že proti homosexuálům nic nemá. To mnoho lidí sice šokovalo, ale všechny kritiky to rozhodně neumlčelo.
Poté, co se Eminem proslavil, se začaly objevovat klasické vševědoucí životopisy různorodých kvalit, např. Shady Bizzness od jeho bývalého bodyguarda Byrona Williamse. Sám Eminem napsal v roce 2001 knihu jménem Angry Blonde, kde odhaluje emoce a záměry v pozadí textů z Marshall Mathers LP a popisuje svůj přístup k rapu.
Jako jeden z šesti členů rapové skupiny D12 se Eminem objevil na jejich albu Devil's Night, vydaném v roce 2001. Toto album bylo několikrát platinové.
Eminemovo páté album The Eminem Show bylo vydáno v létě 2002. Jednou ze skladeb je „Without Me“, kde Eminem dělá urážlivé poznámky o chlapeckých skupinách, Mobym, Lynne Cheney a dalších.
Dne 19. listopadu 2003 přilila olej do ohně tiskové konference časopisu The Source a páska na ní přehraná. Na kazetě z roku 1988 byl Mathersův freestyle rap, ve kterém urážel černošky a označil je za hloupé v porovnání s bílými. Tuto nahrávku údajně pořídil poté, co se rozešel se svou černošskou přítelkyní.
Tajná služba Spojených států 8. prosince 2003 přiznala, že prověřovala tvrzení, že Mathers ohrožuje prezidenta Spojených států, poté, co skladba „We as Americans“ unikla neoficiálně na Internet. Problémem byl text: Fuck money/I don't rap for dead presidents/ I'd rather see the president dead/ It's never been said, but I set precedents (Se*u na peníze/Nerapuju pro mrtvý prezidenty/Radši bych viděl prezidenta mrtvýho/Nemluví se o tom, ale já vytvářím precedenty).
V roce 2004 Eminem natočil video „My Band“ s D12. Kontroverzní skladba byla odpovědí časté označování medií D12 jako Eminemovy kapely. Video obsahuje množství parodií, včetně známého incidentu Janet Jacksonové o přestávce Super Bowlu.
Dne 12. října 2004, týden po uvedení „Just Lose It“, prvního videa a singlu z nového alba Encore, volal Michael Jackson do jedné losangeleské radiové show, aby vyjádřil svůj nesouhlas s videem, které paroduje Jacksonova obvinění ze zneužívání nezletilých, jeho plastiku nosu a incident, při kterém Jacksonovi chytly vlasy během natáčení reklamy na Pepsi v roce 1984. MTV pokračovala ve vysílání videa a „Just Lose It“ se stalo nejžádanějším klipem. CEO časopisu The Source Raymond „Benzino“ Scott chtěl nejen zastavit vysílání klipu, ale i odstranění skladby z alba a veřejnou omluvu Jacksonovi.
Týden před prezidentskými volbami, 26. října 2004, vydal Eminem na Internetu videoklip své skladby „Mosh“. Skladba je velmi silně zaměřená proti G. W. Bushovi, s texty jako fuck Bush (se*te na Bushe) a this weapon of mass destruction that we call our president (ta zbraň hromadného ničení, které říkáme náš prezident). Ve videu shromažďuje Eminem armádu lidí prezentovaných jako oběti Bushovy administrativy a vede je k Bílému domu. Nakonec ale vyjde najevo, že se chtějí pouze zaregistrovat k volbám, a videoklip končí nápisem „VOLTE v úterý 2. 11.“.

## Další úspěchy
Eminem debutoval na stříbrném plátně v roce 2002 částečně autobiografickým snímkem 8. míle. Pro soundtrack k filmu nahrál několik nových skladeb včetně „Lose Yourself“, která získala Oscara za nejlepší píseň.
Eminem také vlastní vydavatelství Shady Records, pod které patří např. 50 Cent, *D12 a *Obie Trice.

## Eminemovi nepřátelé

### Eminem a Xzibit vs. Canibus a Jermaine Dupri
Ve skladbě „Say What You Say“ z alba The Eminem Show urazil Jermaine Dupriho větou Fuck Jermaine … over 80 million records sold/And I ain't had to do it with 10 and 11 year olds (Se*u na Jermaina … přes 80 milionů prodaných nahrávek/a to dokážu bez 10 nebo 11letejch děcek). Odkazoval tak na Dupriho nahrávací společnost, která vydělala miliony na dětských rapových hvězdách jako Kris Kross a Lil Bow Wow. Eminem a Xzibit urazili podobně Dupriho (a Canibuse) na mixu DJe Kay Slay, kde Eminem rapuje I gave Jay-Z a beat for free, you want one – tell me, unless you're canibitch, then you get Dr. Dre's fee. Dupri odpověděl obviněním Dr. Dre, že si přivlastňuje cizí zásluhy – I know you don't do half the work in the studio, plus your little niggas play with your booty hole, a také urážkou Eminema větou I left you out deliberately, you know why, to me you're like a character in Disney world, known for dissin' pop groups and Justin's ex-girl, shit, ain't no one take you seriously.

### Eminem vs. Benzino
V roce 2003 bostonský rapper Benzino vydal skladbu s textem You're the rap David Duke/The rap Hitler… I'm the rap Malcolm, the rap Martin (Seš rapovej David Duke/Rapovej Hitler… Já jsem rapovej Malcolm, rapovej Martin Luther King), namířenou proti Eminemovi. Eminem zareagoval rychle a nazval Benzina „83letým umělým Al Pacinem“. Benzino popisoval v rozhovorech, že se bojí toho, že Eminemova sláva je počátkem konce afroamerické dominance v hip-hopu. Také Eminema spojil s konzumností moderního hip-hopu a stěžoval si, že už musí rapovat jen žvásty, protože to od něj posluchači chtějí, ale Eminem přitom může rapovat o hlubokých osobních problémech a pocitech. Někteří lidé obviňují Benzina, že se hádkami s Eminemem snaží jen přilákat pozornost na sebe.

### Eminem vs. Everlast
Na albu Dilated Peoples urazil hip-hopový/rockový zpěvák Everlast Eminema, který odpověděl skladbou „I Remember“, kde na něj poněkud kontroverzně zaútočil přes jeho náboženství, Islám. Everlast zareagoval skladbou „Whitey's Revenge“, Eminem pak singlem „Quitter“, se spoustou nadávek a účastí D-12.

### Eminem a 50 Cent vs. Ja Rule
Původ rivality mezi Eminemem a Ja Rulem není znám jistě. Podle MTV vše začalo poté, co Ja Rule a šéf jeho vydavatelství, Irv Gotti, fyzicky napadli 50 Centa. Poté co Ja Rule urazil Eminema v jedné skladbě, odpověděli Eminem a 50 Cent opět mixem od DJe Kay Slay – Irv Gotti, too much Bacardi in his body/You ain't a killer, you a pussy/ That ecstasy got you all emotional and mushy/Bitches wearing rags in photos/Ja's word being quoted/In The Source, stealing Pac's shit like he just wrote it. Eminem se také objevil na mixu od DJe Green Lantern společně s Busta Rhymesem a urazili Ja Rulea, Murder Inc. (Gottiho a Ja Ruleovo vydavatelství), Benzina a Royce Da 5'9“. Ja Rule odpověděl textem Em, you claim your mother's a crackhead/ And Kim's a known slut/ So what Hailie's gonna be when she grows up? (Eme, tvrdíš, že tvoje matka je feťačka/A Kim je známá děvka/Tak co asi bude z Hailie, až vyroste?). Eminem vzápětí nahrál skladbu „Doe Rae Me“ („Hailie's Revenge“) se svojí dcerou Hailie a D12, kde si mimo jiné dělají legraci z Ja Rulovy postavy, když Hailie říká Daddy is Ja Rule taller than me? No honey you guys are the same size. (Tati, je Ja Rule větší než já? Ne, zlato, jste oba stejně velcí.).

### Eminem vs. Machine Gun Kelly
Je známo, že Eminem byl idol Machine Gun Kellyho. To se ale po nějaké době změnilo. „Beef“ mezi Eminemem a Machine Gun Kellym začal již v roce 2012. Tehdy ještě velký fanoušek MGK napsal na Twitter: „ok so i just saw a picture of Eminem's daughter… and i have to say, she is hot as fuck, in the most respectful way possible cuz Em is king“ („ok zrovna jsem viděl obrázek Eminemovy dcery… a musím říct, je neuvěřitelně hezká, s největším respektem jak je možné protože Eminem je král.“) V tuto dobu bylo Hailie 16 let a MGKeyovi 21 let. Tento tweet ovšem nepotěšil Eminema. MGKeyovi písně odstřihl od mnoha rádií v Americe jako pomstu. Pár let se beef utišil do té doby, dokud Machine Gun Kelly v písni No Reason od Tech 9ina zmínil nepřímo Eminema: „Popped in on the top charts out the cop car/to remind y'all you just rap, you're not God“ (Zjevil se na vrchu hitparád z policejního auta/ připomenout všem že jen rapuješ ale nejsi bůh"), čímž odkazoval na Eminemuv song Rap God. Odpověď od Eminema přišla v jeho desátém studiovém albu Kamikaze v písni Not Alike. Chvíli po vydání Kamikaze vydal Machine Gun Kelly svůj populární disstrack na Eminema se jménem Rap Devil. Na což Eminem odpověděl disstrackem Killshot, kde, jak mnozí říkají, ukončil MGKeyovi kariéru. Audio této písně na Youtube nabralo jen za 1. den přes 36 miliónů zhlédnutí, což z něho v tu dobu udělalo 3. nejsledovanější video na Youtube za 24 hodin. Eminem poté zmínil MGKeye 2x na svém turné po Austrálii v roce 2019: „I don't think it's cool to disrespect the dead.“ („Nemyslím si, že je dobré urážet mrtvé“). Ke konci roku 2020 Machine Gun Kelly prohlásil, že prodeje jeho alba Hotel Diablo (39 000 kusů za první týden) byly menší z důvodu sporů s Eminemem, kterého z tohoto důvodu nazval viníkem jeho nízkých prodejů.

### Další
Mezi další Eminemovy nepřátele můžeme zařadit jeho bývalého přítele Freda Dursta, z kapely Limp Bizkit, Mobyho, nebo Insane Clown Posse – rapovou skupinu z Detroitu.

## Diskografie

### Alba
- 1996: Infinite
- 1999: The Slim Shady LP
- 2000: The Marshall Mathers LP
- 2002: The Eminem Show
- 2004: Encore
- 2009: Relapse
- 2010: Recovery
- 2013: The Marshall Mathers LP 2
- 2017: Revival
- 2018: Kamikaze
- 2020: Music to Be Murdered By
- 2024: The Death of Slim Shady (Coup de Grâce)

### Kompilace
- 2002: 8 Mile OST
- 2005: Curtain Call: the Hits
- 2006: Eminem Presents: The Re-Up
- 2014: Shady XV
- 2015: Southpaw OST

### Součástí
- 2001: D12 – Devil's night
- 2004: D12 – D12 world
- 2010: Bad meets Evil – Hell: The Sequel

### Nevydané
- 2006: The Funeral
- 2007: King Mathers
- 2009/2010: Relapse 2, místo toho nakonec vzniklo Recovery